# Jan Bauch (Maler)
Jan Bauch (* 16. November 1898 in Prag, Österreich-Ungarn; † 9. Januar 1995 ebenda) war ein tschechischer Maler und Bildhauer.

## Leben
Jan Bauch lernte zunächst das Handwerk des Holzbildhauers in der Werkstatt seines Vaters und setzte diese künstlerische Ausbildung ab 1914 in der Schule für angewandte Kunst in Prag fort. 1924 schloss er seine Ausbildung auf der Akademie der Bildenden Künste, Prag erfolgreich ab.
Seine ersten Arbeiten zeigen den kubistischen Einfluss von Georges Braque und hatten in einer kurzen Phase in den 1930er Jahren surrealistische Züge.
Als 1939 die Deutschen in die Tschechoslowakei einmarschierten und die Stimmung der Kunst sich scheinbar auf barocke Traditionen zu konzentrieren begann, zeigte sich besonders das explosive Temperament von Jan Bauch. Bilder aus diesem Zeitraum enthalten deformierte Formen, mit schwarzen Konturen und den intensiven Einsatz von Licht und Schatten in Kombination mit pastell leuchtenden Farben Rot, Grün, Gelb und Blau. 
Seinen ersten internationalen Durchbruch erlebte er mit diesen Arbeiten zusammen mit seinem Künstlerkollegen Jan Lauda bei der Weltausstellung in New York 1939.